# Aleksandr Puzevich
Aleksandr Puzevich (tiếng Belarus: Аляксандр Пузевіч; tiếng Nga: Александр Пузевич; sinh 18 tháng 3 năm 1994) là một cầu thủ bóng đá Belarus. Tính đến năm 2018, anh thi đấu cho Smolevichi.